# Pattee Island
Pattee Island är en ö i Kanada.   Den ligger i arkipelagen Ottawa Islands i Hudson Bay i territoriet Nunavut, i den östra delen av landet, 1 600 km norr om huvudstaden Ottawa. Arean är 13,5 kvadratkilometer.
Terrängen på Pattee Island är platt. Öns högsta punkt är 130 meter över havet. Den sträcker sig 7,9 kilometer i nord-sydlig riktning, och 5,5 kilometer i öst-västlig riktning.